# Wuliuum
| ❮ | System          | Serie        | Stufe        | ≈ Alter (mya) |
| ❮ | später          | später       | später       | jünger        |
| - | --------------- | ------------ | ------------ | ------------- |
| ❮ | K a m b r i u m | Furongium    | 10. Stufe    | 485,4 ⬍ 489,5 |
| ❮ | K a m b r i u m | Furongium    | Jiangshanium | 489,5 ⬍ 494   |
| ❮ | K a m b r i u m | Furongium    | Paibium      | 494 ⬍ 497     |
| ❮ | K a m b r i u m | Miaolingium  | Guzhangium   | 497 ⬍ 500,5   |
| ❮ | K a m b r i u m | Miaolingium  | Drumium      | 500,5 ⬍ 504,5 |
| ❮ | K a m b r i u m | Miaolingium  | Wuliuum      | 504,5 ⬍ 509   |
| ❮ | K a m b r i u m | 2. Serie     | 4. Stufe     | 509 ⬍ 514     |
| ❮ | K a m b r i u m | 2. Serie     | 3. Stufe     | 514 ⬍ 521     |
| ❮ | K a m b r i u m | Terreneuvium | 2. Stufe     | 521 ⬍ 529     |
| ❮ | K a m b r i u m | Terreneuvium | Fortunium    | 529 ⬍ 541     |
| ❮ | früher          | früher       | früher       | älter         |

Das Wuliuum ist die unterste der drei Stufen des Miaolingiums, der dritten Serie des Kambriums. Es entspricht dem Zeitraum von vor 509 bis 504,5 Millionen Jahren. Es folgt auf die informelle 4. Stufe des Kambriums und geht dem Drumium voraus.

## Namensgebung und Geschichte
Die Stufe ist nach dem Berg Wuliu im Miaoling-Gebirge in der südchinesischen Provinz Guizhou benannt, wo sich ihr GSSP (siehe unten) befindet. Sie wurde im Jahre 2018 formal definiert.

## Definition und GSSP
Die Untergrenze der Stufe ist durch Erstauftreten der Trilobiten-Art Oryctocephalus indicus definiert. Als GSSP dient eine nahe dem Dorf Balang im Kreis Jianhe in der Provinz Guizhou, China, aufgeschlossene Schichtenfolge („Wuliu-Zengjiayan-Profil“) der Kaili-Formation. Die Grenze zum Drumium wird durch das Erstauftreten der agnostoiden Trilobiten-Art Ptychagnostus atavus angezeigt.